# Продан Тетяна Михайлівна
Тетяна Михайлівна Продан (нар. 16 серпня 2002 року, Глухів, Сумської області) — українська спортсменка — біатлоністка, кандидатка у майстри спорту, учасниця III Зимових юнацьких Олімпійських ігор 2020 року.

## Життєпис
Тетяна Продан народилась 2002 року у м. Глухів на Сумщині. Навчалась у загальноосвітній школі № 6 рідного міста. У 2018 році вступила до Глухівського професійно-педагогічного коледжу Глухівського національного педагогічного університету імені Олександра Довженка.

## Спортивні виступи

### Міжнародні змагання
У лютому 2019 року 16-річна Тетяна Продан брала участь у зимовому Європейському Юнацькому Олімпійському фестивалі 2019, що проходив у столиці Боснії і Герцоговини міста Сараєво. Але до числа призерів не потрапила.
У Лозанні (Швейцарія) Тетяна Продан візьме участь у ІІІ зимових Юнацьких Олімпійських іграх. Вона буде виступати у таких дисциплінах:
- спринт 6 км (вівторок, 14 січня) — фінішувала 28-ю, двічі заходила на штрафні кола. Це найкращий результат для українських спортсменів[5]
- індивідуальна гонка 10 км; - 44-е місце
- одиночна змішана стафета;
- змішана естафета - 8-е місце[6][7]

### Виступи в Україні
Тетяна Продан у грудні 2018 року успішно виступила на юнацькому чемпіонаті України, що проходив на навчально-спортивній базі «Тисовець». Зокрема, вона двічі стала чемпіонкою у спринті (середні дівчата) і гонці переслідування та виграла срібло в індивідуальній гонці.
Також вона була срібною призеркою на літньому чемпіонаті України з біатлону, що проходив у серпні 2019 року у Чернігові.